# Exantema maculopapular

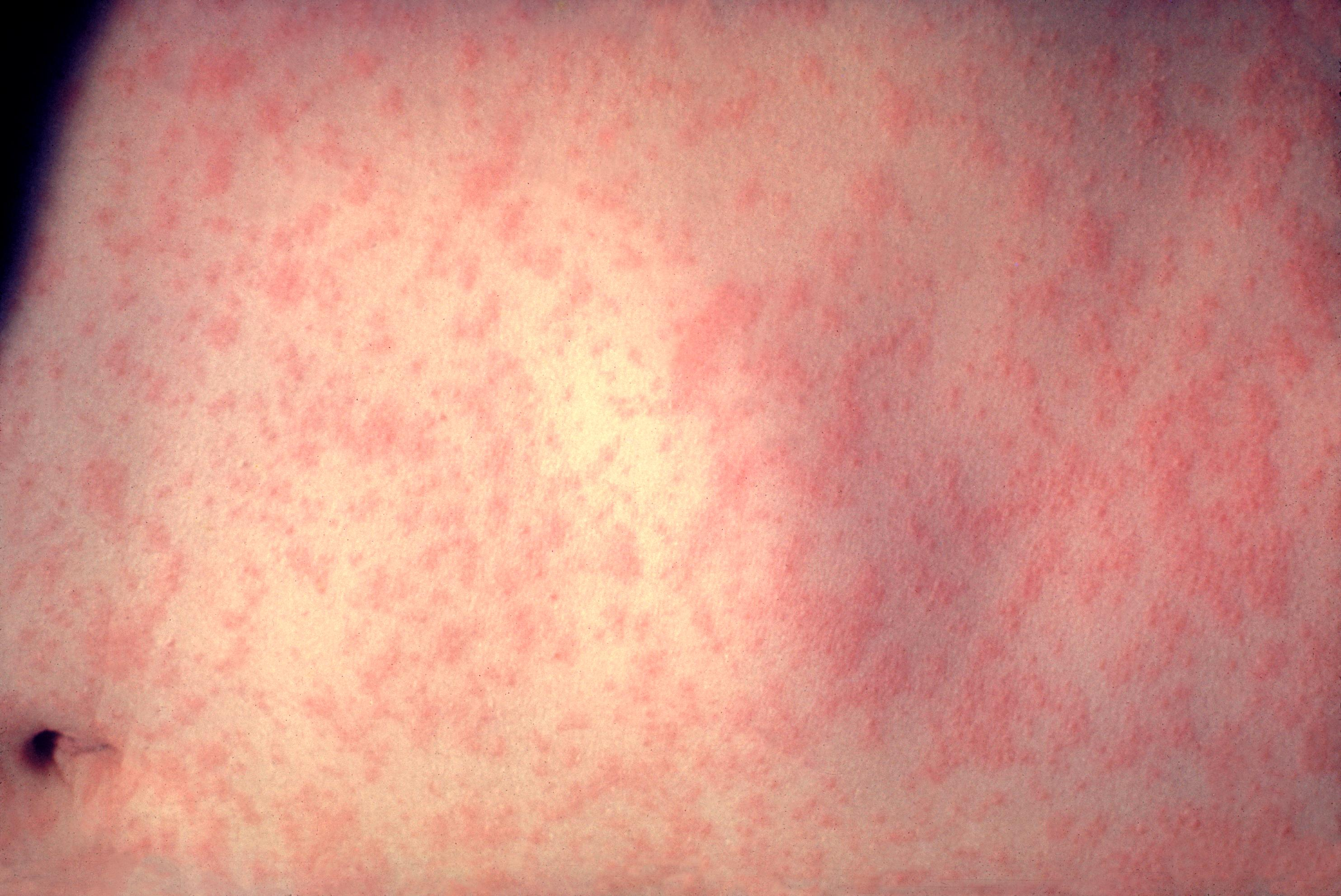
Exantema maculopapular no abdómen ao 3º dia de um caso de sarampo

Um exantema maculopapular é um tipo de exantema caracterizado por uma área vermelha e plana na pele com pápulas pequenas e confluentes. Pode aparecer como avermelhado apenas em pessoas com pele mais clara. O termo maculopapular é uma justaposição: máculas são pequenas manchas descoloridas na superficie da pele e pápulas são projeções pequenas da pele.
Esse tipo de irritação é comum em várias doenças e condições médicas, incluindo escarlatina, sarampo, a Doença por vírus Ebola, rubéola, sífilis secundária (em sífilis congênita, que é assintomática, o recém-nascido pode apresentar esse tipo de erupção cutânea), eritrovírus, chikungunya, e erupção cutânea causada por calor. Também é uma manifestação comum de reação de pele ao antibiótico Amoxicilina ou a drogas de quimioterapia. A infiltração cutânea de células leucêmicas também pode apresentar essa aparência. O exantema maculopapular também é visto em doença do enxerto contra hospedeiro (DECH) desenvolvida após um transplante de células tronco hematopoiéticas (transplante de medula óssea), que pode ocorre entre uma a varias semanas após o transplante. No caso da DECH, o exantema maculopapular pode progredir a uma condição similar a necrólise tóxica epidermal. Em adição, esse é o tipo de exantema que alguns pacientes que apresentam a forma hemorrágica da doença por vírus Ébola podem revelar, mas é difícil de se distinguir em peles mais escuras. Também foi vista como sintoma de pacientes com Febre hemorrágica Marburg, um filovírus semelhante ao Ebola.
Esse tipo de erupção cutânea pode ser resultado de grandes doses de niacina, usada no controle de baixo colesterol HDL.
Esse tipo de irritação também pode ser causada por intoxicação aguda por arsênico, aparecendo duas semanas após a intoxicação.